# Achille Silvestrini
Achille Silvestrini (Brisighella, 25 oktober 1923 - Vaticaanstad, 29 augustus 2019)  was een Italiaans geestelijke en een kardinaal van de Rooms-Katholieke Kerk, werkzaam voor de Romeinse Curie.
Silvestrini studeerde in Bologna en Rome en promoveerde in zowel de filologie als in de beide rechten. Hij werd op 13 juli 1946 priester gewijd.
In 1953 trad Silvestrini in dienst bij de Romeinse Curie. In 1958 werd hij secretaris van Domenico Tardini, de nieuwe kardinaal-staatssecretaris van paus Johannes XXIII. Hij bleef in die functie, ook onder Tardini's opvolgers, Amleto Giovanni Cicognani en - later - Jean-Marie Villot.
Op 4 mei 1979 werd Silvestrini benoemd tot secretaris voor de Relaties met Staten op het staatssecretariaat. Hij werd tevens benoemd tot titulair aartsbisschop van Novaliciana; zijn bisschopswijding vond plaats op 27 mei 1979. Hij hield zich de vijf jaren daarop intensief bezig met de herziening van het Verdrag van Lateranen, die in 1984 haar beslag kreeg.
Silvestrini werd tijden het consistorie van 28 juni 1988 kardinaal gecreëerd. Hij kreeg de rang van kardinaal-diaken. Zijn titeldiakonie werd de San Benedetto fuori Porta San Paolo. Op 9 januari 1999 werd hij bevorderd tot kardinaal-priester. Zijn titeldiakonie werd ook zijn titelkerk pro hac vice.
Silvestrini werd op 1 juli 1988 benoemd tot prefect van de Apostolische Signatuur. Op 24 mei 1991 volgde zijn benoeming tot prefect van de Congregatie voor de Oosterse Kerken.
Silvestrini ging op 7 september 2000 met emeritaat. Hij overleed in 2019 op 95-jarige leeftijd.
- Biblioteca Nacional de España: XX1534736
- Bibliothèque nationale de France: cb133413616 (data)
- CiNii: DA05999130
- Gemeinsame Normdatei: 138840237
- International Standard Name Identifier: 0000 0000 7818 869X
- Library of Congress Control Number: n94095926
- Nationale Bibliotheek van Tsjechië: xx0254256
- Nationale Bibliotheek van Polen: a0000001131039
- Nationale en Universitaire bibliotheek Zagreb: 000280354
- Réseau des bibliothèques de Suisse occidentale: 02-A008989159
- Istituto Centrale per il Catalogo Unico: CFIV067946
- Système universitaire de documentation: 052476715
- Virtual International Authority File: 95460581
- WorldCat: E39PBJkXtY9THVTVq4vfqM7T73